# Asztalos Ildi
Asztalos Ildikó, művésznevén Asztalos Ildi (Budapest, 1966. november 5. –) a Trottel alapító énekesnője, a magyar underground meghatározó női hangja, szövegíró.

## Pályafutása
Általános iskolai tanulmányait a Magyar Rádió Gyerekkórusának énektagozatos iskolájában végezte, ahol négy évig tanult hegedülni. Középiskolai éveit a Nyomdaipari Szakközépiskolában töltötte, ahol megismerkedett Rupaszov Tamással, akivel 1985 novemberében, néhány hónapos tervezés után együtt alakították meg zenekarukat, a Trottel legmeghatározóbb stílusú, első női énekes formációját.
1985-től független kazettakiadó és -terjesztőként működtek. Hazai underground/punk zenekarok kazettáit készítették Trottel Distribution néven, a Trottel Records elődjeként.
1988-1991-ig három Trottel-album került kiadásra az ő hangjával és az ő tervei alapján készült lemezborítókkal, francia és német független lemezkiadók által.
1989-től folyamatosan turnéztak Európában, foglalt házakban, ifjúsági házakban, bárokban, saját szervezésben. Három év alatt több száz koncertet adtak Európában (Ausztria, Németország, Svájc, Olaszország, Spanyolország, Franciaország, Belgium, Hollandia, Lengyelország, Csehország, Szlovákia).
Miután 1991 őszén elhagyta a Trottel zenekart, hosszú szünet után egy magyar alternatív stílusú zenekarban kezdte újra az éneklést. Ezután több zenekarban is énekelt rövidebb ideig. 2012-ben a RAN nevű formációval készült stúdiófelvétel, de az első koncert után különváltak. Utána a tHE sNOBS együttesben énekelt három és fél évig, ahol több számot rögzítettek, de csak egy album jelent meg hanghordozón, Addict of Independence néven, ének-basszusgitár-dob felállásban. 
Az Addict of Independence nevet művésznévként tartotta meg.
2017-ben D.I.Y.-kiadásban megjelent a Liberal Youth-tal közös kislemez Zsarnok címmel.
2018-ban kipróbálhatta magát a rap stílusban énekesként.
2019-ben megjelent az Exterminating Angel albuma, amiben részt vett egy szám erejéig.
2017-ben zenekart alapított Lőrincz Sándorral (Lörke, AMD) és Bársony Péter dobossal, Hidas Balázs basszusgitárossal, de a stúdiófelvételig nem jutottak el Lörke tragikus halála miatt. A meglévő próbafelvételekből azonban belátható időn belül kiadásra kerül a közös album, Unnamed & Unfinished címmel.
Két gyermeke van, Oláh Rea és Oláh Andor, akik a természetgyógyász dr. Oláh Andor (orvos) legfiatalabb unokái.

## Diszkográfia

### Trottel
- Borderline syndrome, LP (1989) Gougnaf Mouvement, Franciaország
- Your Sincere Innocence, maxi single (1990) X-mist Records, Németország
- The Final Salute in the Name of Human Misery, double LP (1991) X-mist Records, Németország

### tHE sNOBS
- Addict of Independence (2016) CD, kazetta

### Liberal Youth
- Zsarnok EP (2017)
- Unnamed & Unfinished CD (2021) Szerzői kiadás[1]

## Interjúk
- https://www.kepesifi.com/hu/1005/zene/187/187
- https://www.kepesifi.com/hu/1056/zene/1127/%E2%80%9EA-punk-m%C3%A9g-mindig-a-t%C3%A1rsadalom-lelkiismerete%E2%80%9D.htm
- http://catnippunks.blogspot.com/2017/09/asztalos-ildi-interju-joval-tobb-mint_3.html
- https://fmsuicide.blog.hu/2020/01/23/egy_nevtelen_zenekar_be_nem_fejezett_lemezerol_beszelgetes_ildivel_petivel_es_balazzsal
- https://archive.tilos.hu/cache/tilos-20130523-163000-180000.mp3%5B%5D
- https://archive.tilos.hu/cache/tilos-20200625-163000-183000.mp3%5B%5D